# San Lorenzo (Honduras)
San Lorenzo – miasto portowe w południowym Hondurasie, nad Zatoką Fonseca, w departamencie Valle. Według Spisu Powszechnego z 2013 roku liczy 29,7 tys. mieszkańców. Zostało założone przez Hiszpanów w 1522 roku jako wioska, prawa miejskie uzyskało dopiero w 1909 roku.
Port Henecán, który przylega do miasta, jest najważniejszym portem Hondurasu na Pacyfiku. Tutaj są importowane wszystkie towary pochodzące z basenu Pacyfiku. Region ten produkuje także znaczną ilość arbuzów i melonów, z których wiele jest przeznaczonych na eksport.